# 出雲科學館公園鎮前站

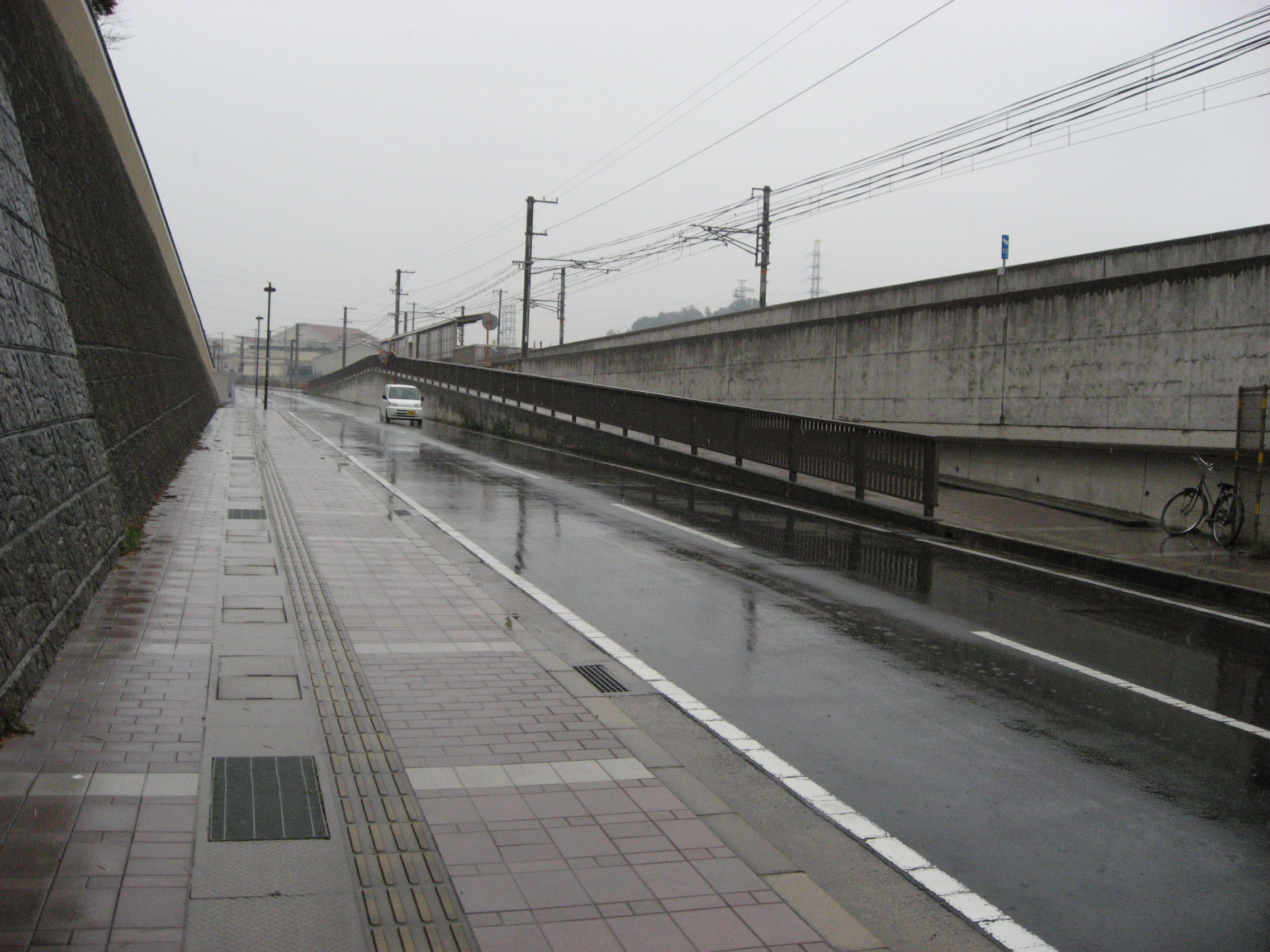
道路一方望向車站

出雲科學館公園鎮前站（日语：／ Izumo-Kagaku-kanpakutaun-mae eki */?）是位於島根縣出雲市今市町，一畑電車北松江線的車站。車站編號為2。
車內車費顯示器中，整理券上標示為「出雲科學館」。

## 歷史
- 1928年（昭和3年）9月15日 - 今市上町站啟用。
- 1941年（昭和16年）後 - 車站改名為大和紡前站（出雲科學館現時的地方在當時為大和紡績之工場）。
- 1982年（昭和57年）3月16日 - 成為無人車站[1]。
- 2002年（平成14年）7月20日 - 車站改名為出雲科學館公園鎮前站[2]。
- 2006年（平成18年）4月1日 - 一畑電氣鐵道把鐵路業務分拆成為獨立的全資子公司一畑電車，此站由一畑電車繼承。
- 2021年（令和3年）10月1日 - 成為整日無人車站[3]。

## 車站構造
車站是一座半高架車站，設有1面1線的單式月台。前往松江方向的列車會開啟左邊車門。車站南邊設有山陰本線並行路軌。此站是無人車站，曾經在平日6時59分至8時24分之間設有職員當值（但是學校假期除外）。

## 車站周邊
- 出雲科學館（日语：出雲科学館）
- 大和紡績（日语：大和紡績）（大和紡出雲工場）
- 樟樹廣場
- 出雲市男女共同參劃中心
- 出雲乳兒保育所
- 大津保育園
- 出雲市立第一中學（日语：出雲市立第一中学校）
- 島根縣立出雲高等學校（日语：島根県立出雲高等学校）
- 東進衛星預備校（日语：東進ハイスクール#東進衛星予備校）
- 一之谷公園
- 島根縣道277號多伎江南出雲線（日语：島根県道277号多伎江南出雲線）

## 使用狀況
根據「島根縣統計書」，以下為近年一日平均乘車人次列表。
| 年度   | 1日平均 乘車人次 | 1日平均 上下車人次 |
| ------ | ---------------- | ------------------ |
| 1999年 | 28               | 170                |
| 2000年 | 21               | 48                 |
| 2001年 | 22               | 55                 |
| 2002年 | 24               | 60                 |
| 2003年 | 35               | 74                 |
| 2004年 | 28               | 56                 |
| 2005年 | 20               | 42                 |
| 2006年 | 16               | 38                 |
| 2007年 | 23               | 44                 |
| 2008年 | 24               | 44                 |
| 2009年 | 22               | 41                 |
| 2010年 | 22               | 41                 |
| 2011年 | 36               | 59                 |
| 2012年 | 34               | 57                 |
| 2013年 | 31               | 54                 |
| 2014年 | 14               | 31                 |
| 2015年 | 31               | 58                 |
| 2016年 | 38               | 74                 |
| 2017年 | 25               | 45                 |
| 2018年 | 30               | 50                 |

## 相鄰車站
一畑電車
北松江線
■特急「Super Liner」、■特急
通過
■急行（只有平日黃昏上行一班）、■普通
電鐵出雲市（1）－出雲科學館公園鎮前（2）－大津町（3）

## 注腳
1. ↑  寺田裕一《日本のローカル私鉄2000》，Neko出版，2000年，270頁。ISBN 4-87366-207-9
2. ↑  . RAIL FAN (鐵道友之會). 2002年10月, 49 (10): 23 （日语）.
3. ↑   (新闻稿). 一畑電鉄. 2021-09-16  [2021-09-17]. （原始内容存档于2021-09-17） （日语）.
4. ↑  一畑電車公式サイト 路線・駅のご案内 （页面存档备份，存于）（日語）
5. ↑  島根縣統計書

## 外部連結
- 2.出雲科學館公園鎮前站 | 停車站資訊 （页面存档备份，存于）（日語） - 一畑電車